# Maksim Koncewicz
Maksim Lwowicz Koncewicz (ur. 25 sierpnia 1964 w Chimkach) – rosyjski matematyk.

## Życiorys
W latach 1980–1985 studiował matematykę na Uniwersytecie Moskiewskim. W 1992 uzyskał doktorat na Uniwersytecie w Bonn.

## Nagrody i wyróżnienia
- 1992: Nagroda EMS[3];
- 1998: Medal Fieldsa za pracę w dziedzinie geometrii algebraicznej i topologii algebraicznej[2];
- 2008: Nagroda Crafoorda[2];
- 2012: Nagroda Shawa,
- 2012: Nagroda Fizyki Fundamentalnej.